# 祝福毛主席万寿无疆
《祝福毛主席万寿无疆》可以指两首歌曲，一首由李劫夫作曲，创作于1966年，歌词用的是当年一部记录片的解说词；另一首則为马骏英的词曲創作。

## 李劫夫版
该曲以“亲爱的毛主席”开始，由于当时常用于红卫兵忠字舞配曲，所以又称“忠字舞版”。

### 使用及改编
- 1968年9月30日，南京长江大桥铁路桥通车仪式在该曲中开始。[2]

## 马骏英版
该曲以“雄伟的喜马拉雅山哎”开始，一首具藏歌风格的交谊舞曲。

### 使用及改编
- 该曲曾被收录在梦之旅合唱组合的系列专辑《流淌的歌声》的《流淌的歌声之幸福江阴》中[3]。

### 歌曲欣赏
- 简体歌词：新华网 Archive.today的存檔，存档日期2013-04-28